# Bostrichiformia
Bostrichiformia — інфраряд жуків-багатоїдів. Він містить дві надродини, Derodontoidea та Bostrichoidea, до яких входять Dermestidae, Ptinidae, Bostrichidae та інші.